# Così fan tutte (filme)
Così fan tutte (bra Todas as Mulheres Fazem) é um filme italiano de 1992, dirigido por Tinto Brass, com roteiro inspirado na ópera homônima de Mozart.

## Sinopse
Diana (Claudia Koll) é casada com Paolo (Paolo Lanza), mas esta relação parece ser insuficiente para satisfazer o seu apetite sexual e os seus desejos de transgressão. Começa com o dono de uma boutique (Renzo Rinaldi); segue-se um primo veneziano e um extravagante francês, Donatien Alphonse (Franco Branciaroli), que usa o nome em memória do Marquês de Sade. Diana conta estas suas relações ao marido, disfarçando-as de fantasias sexuais, mas um dia ele descobre a verdade.[carece de fontes?]

## Elenco
- Claudia Koll .... Diana
- Paolo Lanza .... Paolo
- Franco Branciaroli .... Donatien Alphonse
- Ornella Marcucci
- Isabella Deiana
- Renzo Rinaldi
- Luciana Cirenei
- Rossana Doll .... Di Pierro
- Osiride Peverello
- Pierangela Vallerino